# Świadki Górowskie
Świadki Górowskie – osada w Polsce położona w województwie warmińsko-mazurskim, w powiecie bartoszyckim, w gminie Górowo Iławeckie. W latach 1975–1998 miejscowość administracyjnie należała do województwa olsztyńskiego.

## Historia
Przed II wojną światową Świadki Górowskie były majątkiem ziemskim o nazwie Schwadtken bei Landsberg, który wraz z folwarkami: Katławki i Wągródka obejmował 465 ha ziemi.
W spisie z 1983 r. Świadki Górowskie były osadą, ujmowaną łącznie z Wągródką.
Obecnie w miejscowości brak jest zabudowy.